# 颯田家住宅
颯田家住宅（さったけじゅうたく）は、愛知県西尾市吉良町吉田本浜28にある邸宅。主屋が登録有形文化財。
名鉄西尾線・蒲郡線吉良吉田駅から西に約650メートルの場所にある。尼僧の颯田本真（颯田本真尼）は近隣の出身である。

## 歴史

### 颯田家の歴史と主屋の竣工
江戸時代の颯田家は伊勢国鈴鹿から木材を運ぶ廻船問屋を営み、矢作川河口域における廻船業で財を成した。歴代が港番庄屋を務めていた。
江戸時代のこの地域では干拓による新田開発が行われており、颯田家も水田や塩田を築いて地主となった。1872年（明治5年）、7代当主の颯田安兵衛が主屋を建てた。

### 文化財としての保存
2017年（平成29年）5月2日、主屋が登録有形文化財に登録された。登録基準は「造形の規範となっているもの」。2021年（令和3年）2月4日には近隣の徳雲寺本堂・弁天堂も登録有形文化財に登録されている。

## 建築
寄棟造、桟瓦葺。桁行10間、梁間4間半。南を正面とする。広間型五間取の屋敷である。西側には2列に6室が並んでおり、東側は土間である。土間側の2室は広間として作られた部屋であり、太い梁を井桁状に二重に組んだ架構が見どころである。
- 部屋配置[2]
  - 後列西：オクノヘヤ、後列中：ナカノヘヤ、後列東：オカッテ
  - 前列西：オクノデイ、前列中：ナカノデイ、前列東：ダイドコロ